# Яуко (Пуерто-Рико)
Яуко (ісп. Yauco, МФА: [ˈʝauko]) — муніципалітет Пуерто-Рико, острівної території у складі США. Заснований 29 лютого 1756 року.

## Географія
Площа суходолу муніципалітету складає 178 км² (9-е місце за цим показником серед 78 муніципалітетів Пуерто-Рико).

## Демографія
Станом на 2010 рік на території муніципалітету мешкало 42 043 ос.
Динаміка чисельності населення:

## Населені пункти
Найбільші населені пункти муніципалітету Яуко:
| Населений пункт | Статус | Населення :   | Населення :   | Населення :   |
| Населений пункт | Статус | на 01.04.1990 | на 01.04.2000 | на 01.04.2010 |
| --------------- | ------ | ------------- | ------------- | ------------- |
| Паломас         | Селище | 2 393         | 2 321         | 1 936         |
| Яуко            | Місто  | 18 158        | 19 609        | 17 186        |